# 球磨川
球磨川（日语：／ KuMaGaWa */?）是一条日本熊本縣南部球磨川水系的干流，一級河川，与富士川和最上川并称為日本三大急流。其發源于球磨郡水上村石楠越（標高1391m）及水上越（標高1458m），經過人吉盆地向西流淌，经過人吉市后到球磨村轉向北，在八代市注入八代海。

## 外部連結
- 九州地方整備局 （页面存档备份，存于）
  - 八代河川国道事務所 （页面存档备份，存于）